# Franz Gastell (Bildhauer)
Franz Gastell (* 21. Februar 1840 in Schwanheim; † 14. Oktober 1927 ebenda) war ein deutscher Bildhauer.

## Leben
Er wurde als ältester Sohn des Bildhauers und Steinmetzen Johann und seiner Gemahlin Katharina (geb. Leimer) in damals noch nicht zur Stadt Frankfurt am Main gehörenden Schwanheim geboren. Er besuchte die Realschule in Mainz und ging dann im Alter von 16 Jahren zu seinem Onkel Josef Leimer nach Wien, wo er an der Akademie der bildenden Künste die Bildhauerei zu studieren begann. Sein dortiger Lehrer war Franz Bauer. 1862 wurde Gastell mit dem Fügerpreis ausgezeichnet. Den Abschluss seiner Studien absolvierte er unter Ernst Hähnel an der Dresdner Kunstakademie. In weiterer Folge unternahm Gastell Studienreisen nach Paris, Prag, Berlin und Rom.

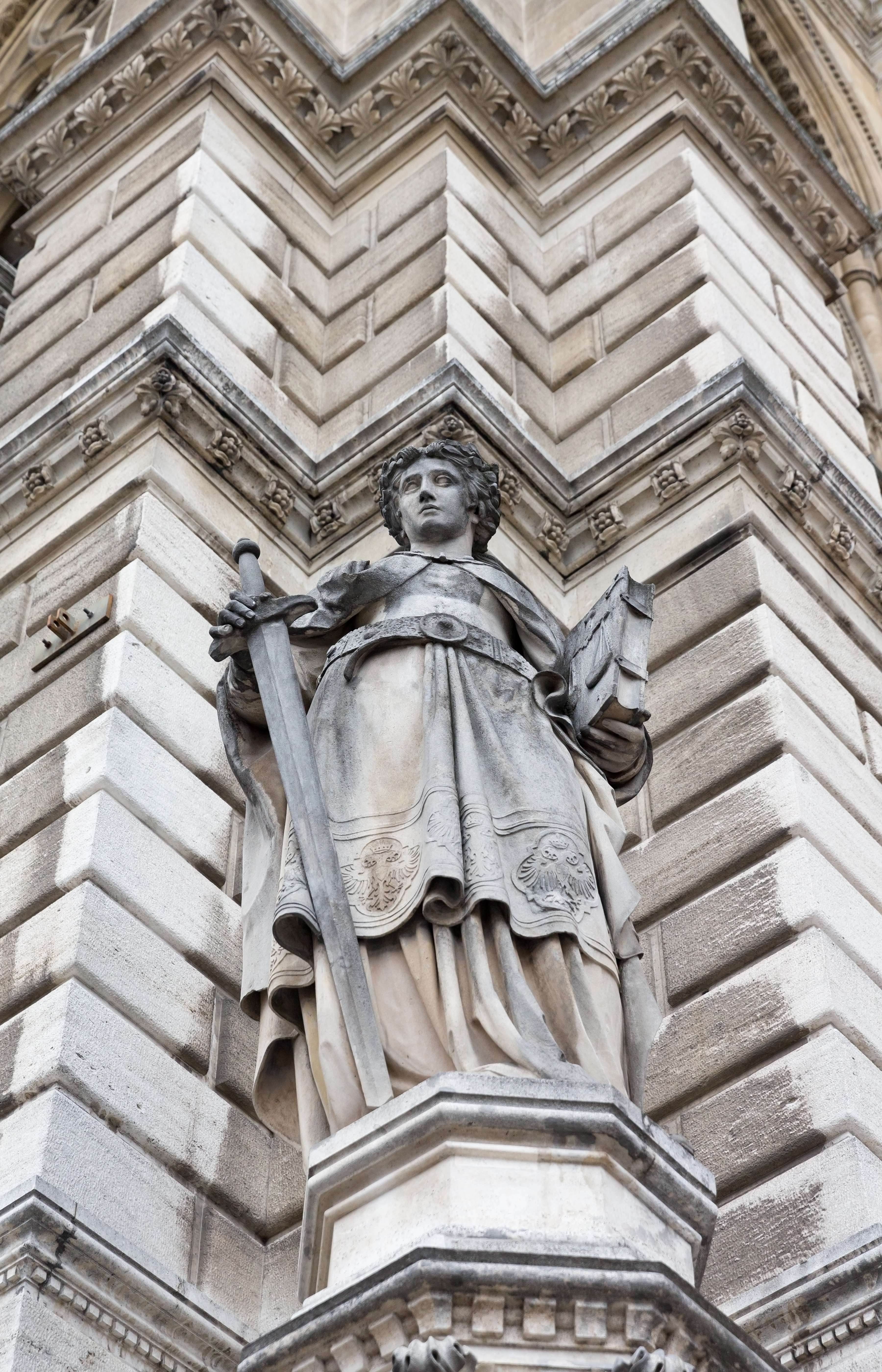
Statue „Gerechtigkeit“ (Wiener Rathaus)

1872 gründete Franz Gastell in Wien sein eigenes Atelier und profitierte stark durch den damaligen historistischen Bauboom der Ringstraßenzeit. So erhielt er viele Aufträge für skulpturalen Schmuck an den zu dieser Zeit entstehenden Monumentalbauten. 1870 stellte Gastell seine Werke in München aus, 1877 auf der Wiener historischen Ausstellung in Wien, wo er eine Marmorstatue des Guido von Starhemberg zeigte, welche für die Feldherrenhalle des k.k. Hofwaffenmuseums bestimmt war. Für das Gebäude des Kunsthistorischen Museums schuf der die vier Figuren in den Tabernakeln („Begabung“, „Maß“, „Begeisterung“ und „Willenskraft“), für das Parlament und das Burgtheater fertigte er ebenfalls Skulpturen an. 1882 fertigte er nach einem Entwurf von Friedrich von Schmidt das Gipsmodell für den Wiener Rathausmann an, es folgten weiter Skulpturen am Hauptportal des Wiener Rathauses („Gerechtigkeit“ und „Stärke“).
1872 heiratete er Amalia, geb. Benk. 1885 übersiedelte Gastell gemeinsam mit seiner Frau in seinen Geburtsort Schwanheim, nachdem eine Augenkrankheit es ihm zunehmend erschwerte, künstlerisch tätig zu sein. 1898 begann er gleichwohl mit den Arbeiten für den Hochaltar der dortigen St. Mauritiuskirche begann. Am 14. Oktober 1927 starb er, fast erblindet, in seinem Wohnhaus gegenüber der Kirche, die er künstlerisch prägte.

## Werke (Auszug)
- Statue Guido von Starhemberg, Carrara-Marmor, 1875, Feldherrenhalle des Heeresgeschichtlichen Museums, Wien
- Statuette Wiener Rathausmann, Zinn schwarz lackiert, 1914, 8 × 7 × 31 cm, Heeresgeschichtliches Museum, Wien
- Hochaltar der St. Mauritiuskirche, Frankfurt-Schwanheim, 1898–1906